# 本場
| ウィキペディアには「本場」という見出しの百科事典記事はありません（タイトルに「本場」を含むページの一覧/「本場」で始まるページの一覧）。 代わりにウィクショナリーのページ「本場」が役に立つかもしれません。 |